# كريس ويلموت
كريس ويلموت (بالإنجليزية: Chris Willmott)‏ هو لاعب كرة قدم بريطاني في مركز الدفاع، ولد في 30 سبتمبر 1977 في بيدفورد في المملكة المتحدة. لعب مع أكسفورد سيتي وأكسفورد يونايتد ونادي لوتون تاون ونادي ويمبلدون ونورثامبتون تاون.

## وصلات خارجية
- كريس ويلموت على موقع قاعدة بيانات كرة القدم.إي يو (الإنجليزية)
- كريس ويلموت على موقع Soccerbase.com (لاعب) (الإنجليزية)
- كريس ويلموت على موقع عالم كرة القدم.نت (الإنجليزية)